# デビルド・クラブ

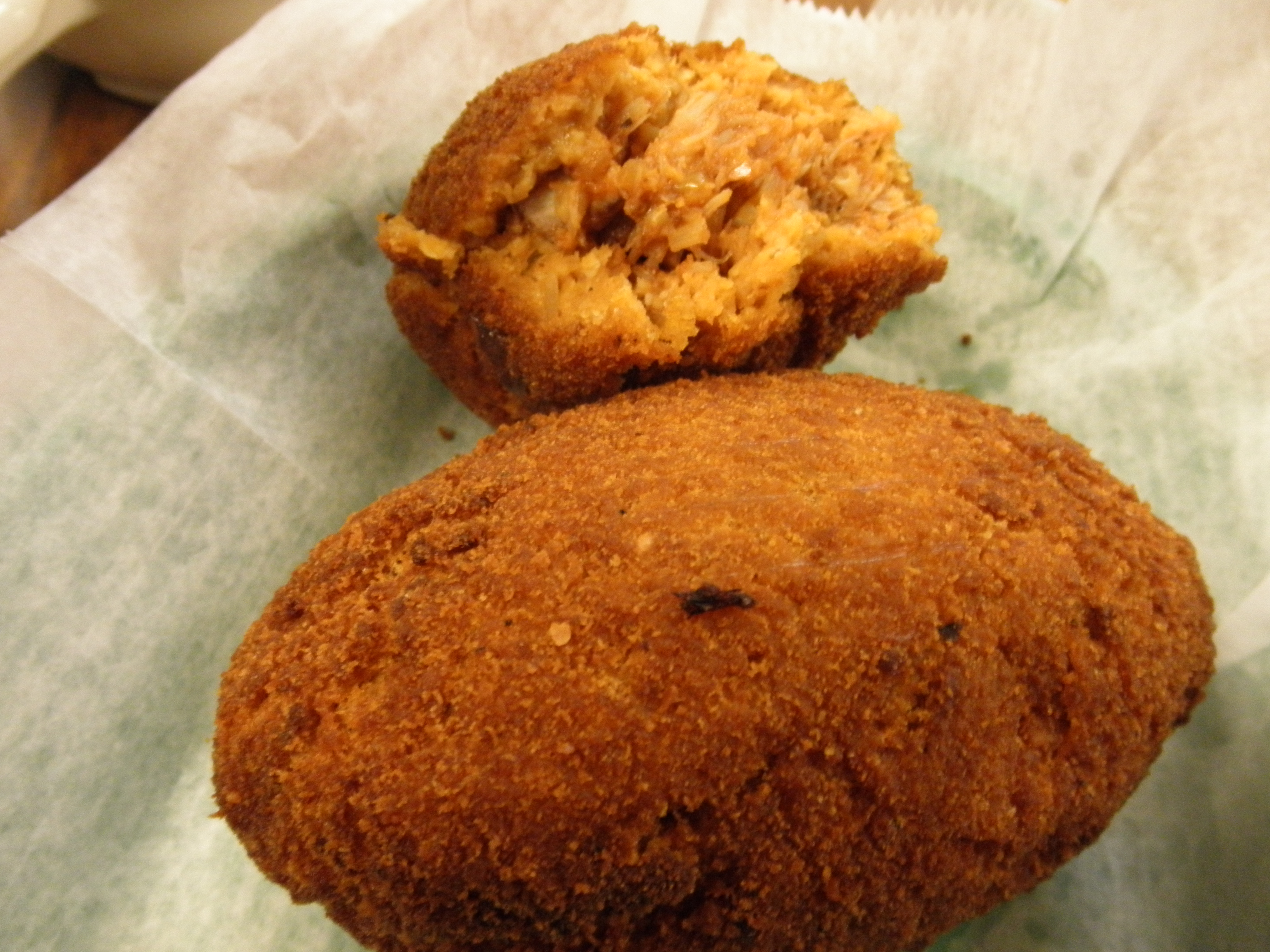
歴史上有名なタンパのイーボー・シティのデビルド・クラブ

デビルド・クラブ（英語: Deviled crab、スペイン語: Croqueta de jaiba）は、蟹肉のクロケットである。デビルド・クラブ・クロケットはアメリカ合衆国のフロリダ州タンパで考案され、イーボー・シティのスペイン、キューバ、およびイタリアの移民コミュニティーによって開発された。通常、デビルド・クラブは昼食、もしくは軽食として消費されており、片手で食べられるようになっている。
デビルド・クラブはクラブケーキに幾分似ているが、楕円形であること、胡椒を用いること、および（手で）食べられることを推奨していることなどが異なる。デビルド・クラブが携帯用として考案されてからは、容易に壊れることのないようにクラブケーキよりも密着させて包装されている。

## 調理法
デビルド・クラブはトマト、玉ねぎ、胡椒、および様々な香味料で作られた香辛料で味付けされたワタリガニをゆっくりとソテーした状態で調理される。この香辛料は地元では「チラウ（Chilau）」として知られるキューバ料理のエンチラーダ / ソフリットソースバージョンである。かつてあった大半の液体は姿を消し、調理された蟹肉はパン粉（伝統的には硬くなったキューバパン）に潜らせて転がし、ラグビーボールもしくは小さなジャガイモに近い形に形作った後に、大量の油で茶色くなるまで揚げていく。英語で「deviled（デビルド）」という呼称で呼ばれているが故に、初期バージョンは大抵現代バージョンよりもより香ばしい唐辛子が含まれた調理法になっている 。クロケータ（croqueta）の辛みが好みによって抑えられるようになると、様々なチリソースが一般的な調味料として高温のデビルド・クラブを好む人々に利用されるようになった。

## 歴史
デビルド・クラブは、1920年代に起きた地域のシガー工場のストライキの最中にフロリダ州タンパのイィボー・シティにあるスペイン/キューバ/イタリアの移民コミュニティー内で考案された。タンパ湾水域のすぐ近くにワタリガニが大量に発生し、キューバン・パンが安価になって以降、低費用の肉を探し求める無名の料理人たちがタンパ式クロケットを作るために独自の香辛料を用いた調味料を混ぜ合わせた。これらのクロケータ・デ・ハイバ（croquetas de jaiba）：スペイン語でのデビルド・クラブ）は地元の起業家によりタンパの歩道沿いで手押し車や自転車を運転しながら食べられる軽食バージョンが売られるようになった。
デビルド・クラブはタンパ・ベイ地区、特にイーボー・シティとウェスト・タンパにあるキューバ料理やスペイン料理を提供するカフェやレストランでは今もなお人気があり、より大きな蟹が肉として使われている間、より小さな蟹は一般に前菜として提供されている。

## 別バージョン

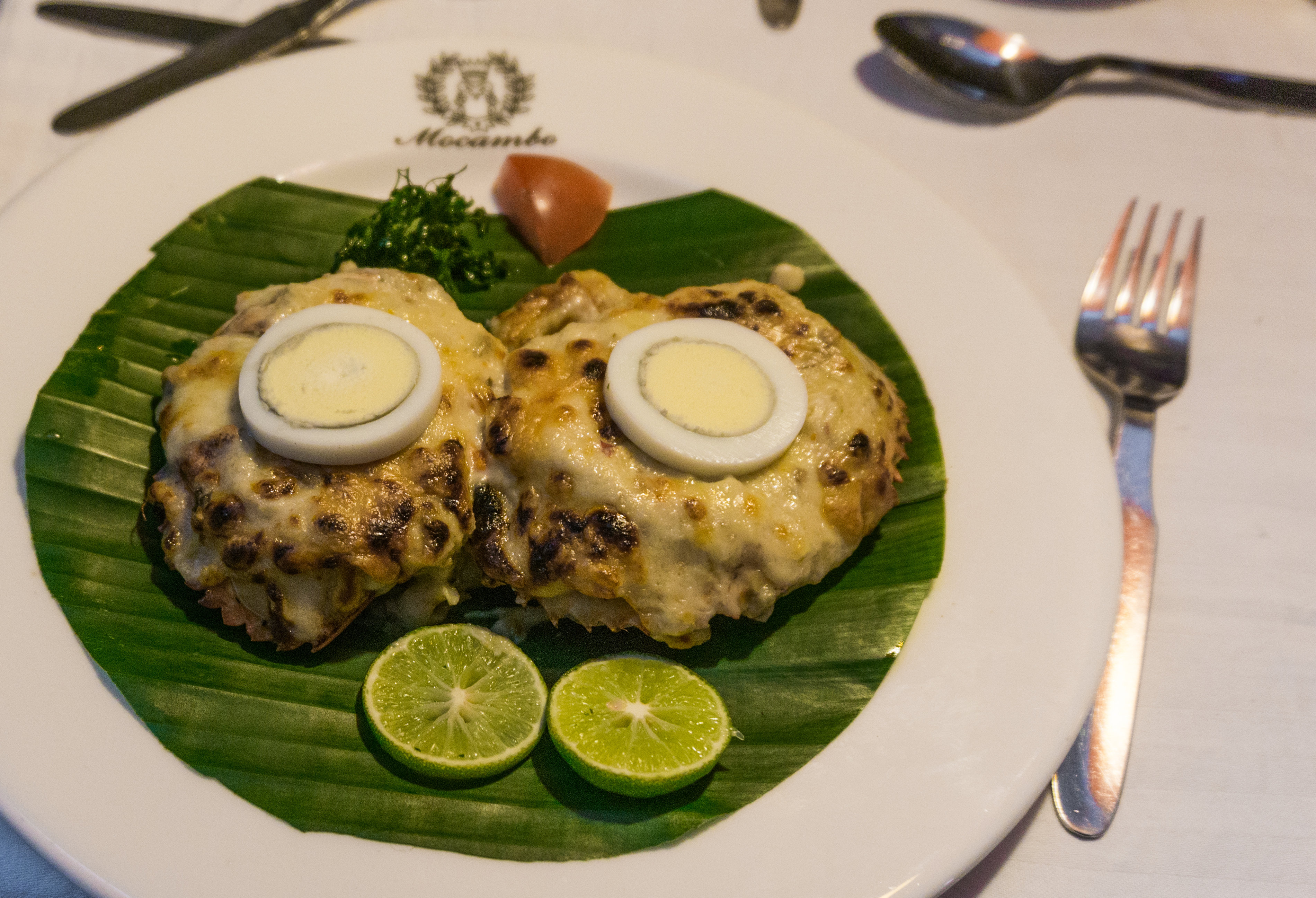
インドのコルカタにあるモカンボにおいて二つ割りで提供されるデビルド・クラブ

ジョージア州からチェサピーク湾地帯までのアメリカ合衆国東海岸近くでのデビルド・クラブは全く違った料理になっている。これらの地域では蟹肉（普段はワタリガニ）は甲羅を取り除き、緩んだクラブケーキ同様の濃度を持つパン粉や香辛料を用いて混ぜて調理され、その後は提供する際に半分に割った甲羅に戻されて、フォークやスプーンで食べられるようになっている。インドや他の南アジア諸国の海岸地帯で提供されている別バージョンのデビルド・クラブはタンパのデビルド・クラブよりもチェサピーク湾地帯のデビルド・クラブに似ている。